# Hanviller
Hanviller (deutsch Hanweiler) ist eine französische Gemeinde mit 189 Einwohnern (Stand 1. Januar 2022) im Département Moselle in der Region Grand Est (bis 2015 Lothringen). Sie gehört zum Arrondissement Sarreguemines und zum Kanton Bitche.

## Geografie
Hanviller liegt im äußersten Nordosten Lothringens, wenige Kilometer südlich der Grenze zur Pfalz und direkt nordöstlich von Bitsch. Es ist nach Bitsch der zweite Ort am Lauf des Hornbachs, der südlich des Hasselfurther Weihers entspringt.

## Geschichte
Das Dorf wurde als Hanwylr erstmals 1493 erwähnt. Es gehörte den Grafen von Zweibrücken-Bitsch und dort zum Amt Schorbach bis Ende des 16. Jahrhunderts.
Friedrich der Ältere von Zweibrücken-Bitsch errichtete bei Hanweiler vor 1436 das Schloss Gendersberg, von dem noch eine Ruine nordöstlich der Gemeinde zeugt.
Seit 1766 gehört Hanweiler zu Frankreich, seit 1790 zum Kanton Bitche.
Um 1850 hatte der Ort noch über 500 Einwohner.
Zu Beginn des Zweiten Weltkrieges wurden die Einwohner des Grenzdorfes in die Charente evakuiert.

### Bevölkerungsentwicklung
| Jahr      | 1962 | 1968 | 1975 | 1982 | 1990 | 1999 | 2007 | 2019 |
| Einwohner | 202  | 173  | 187  | 187  | 201  | 217  | 251  | 198  |

## Sehenswürdigkeiten

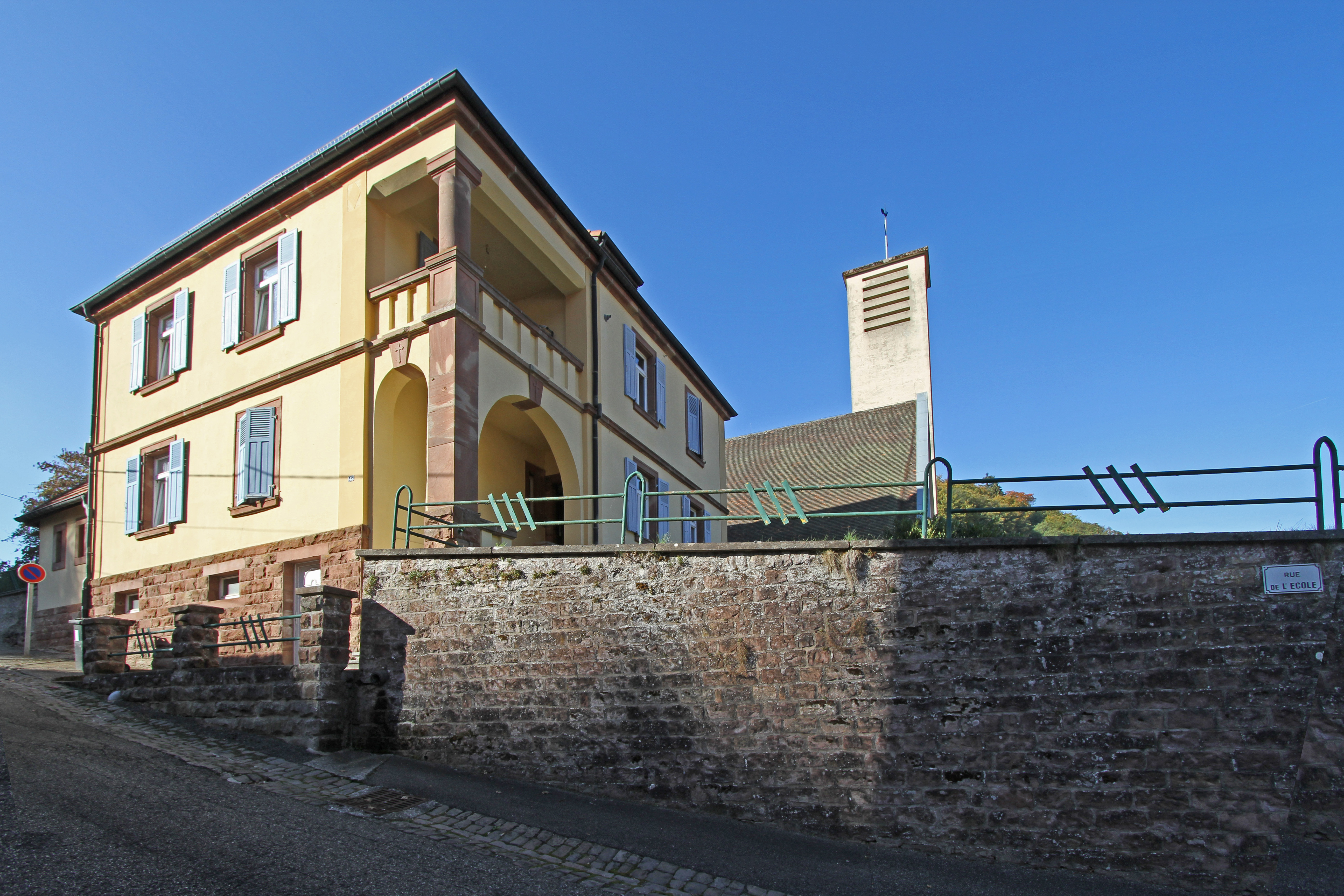
Kreuzerhöhungskirche
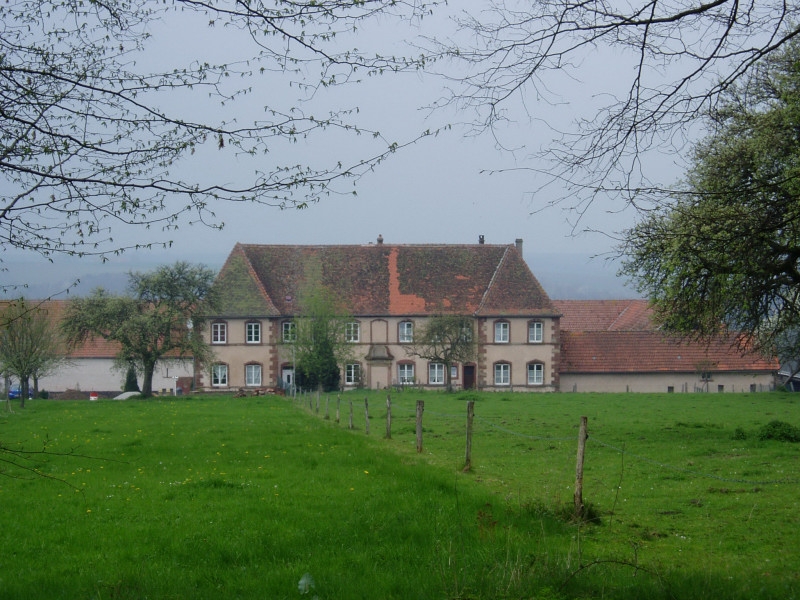
Schloss Gendersberg
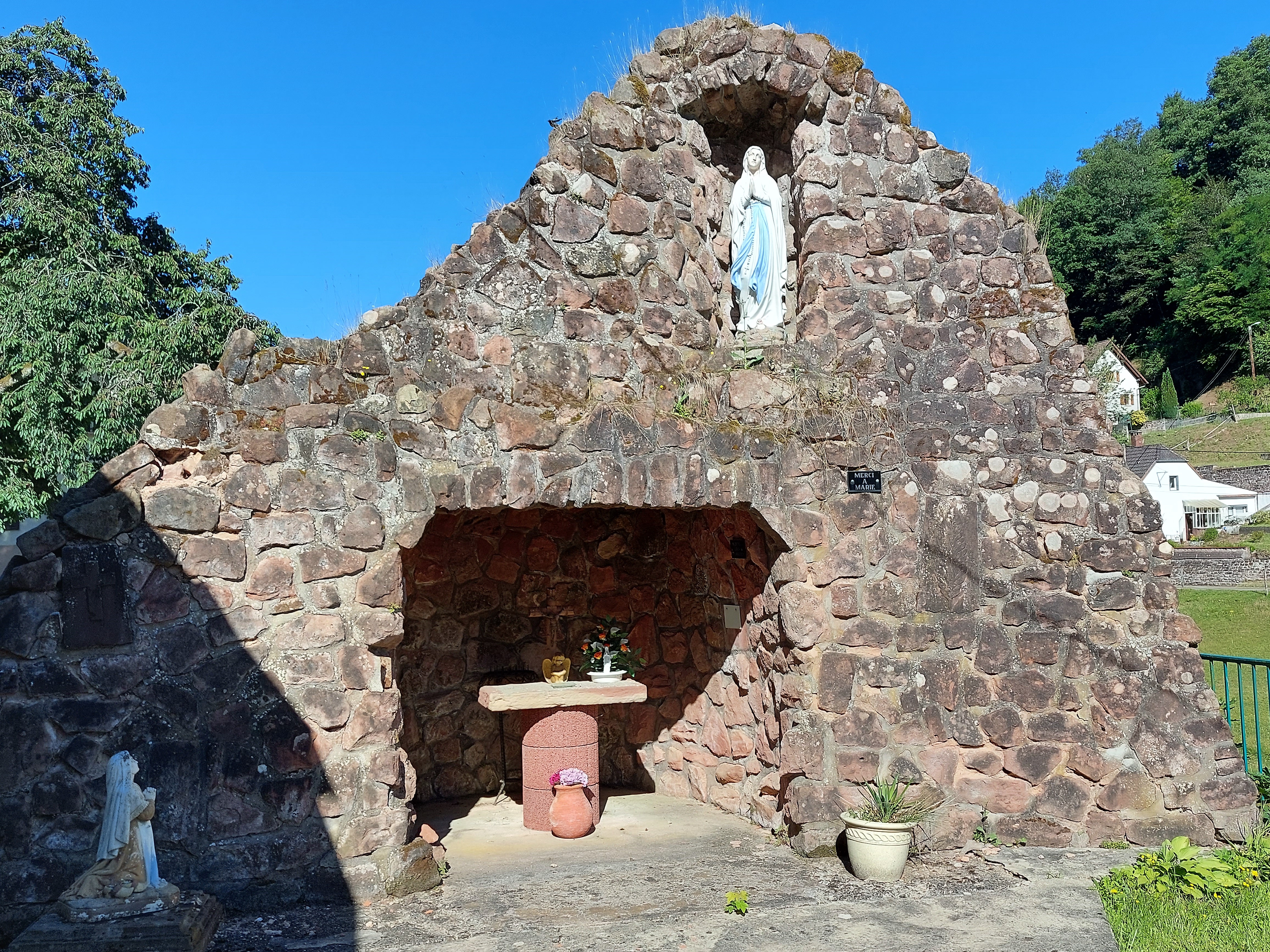
Replik einer Lourdesgrotte

- Kreuzerhöhungskirche
- Schloss Gendersberg
- Replik einer Lourdesgrotte